# كيرون أشارا
كيرون أشارا (بالإنجليزية: Kieron Achara)‏ مواليد 3 يوليو 1983، هو لاعب كرة سلة بريطاني يلعب في دوري كرة السلة البريطاني ويحمل الرقم 20. يبلغ طوله 6 قدم 10 بوصة (2.1 م). مثّل منتخب بريطانيا لكرة السلة.

## فرق لعب لها
- باسكت مانريسا

## روابط خارجية
- كيرون أشارا على موقع الاتحاد الدولي لكرة السلة (الإنجليزية)
- كيرون أشارا على موقع الدوري الأوروبي لكرة السلة (الإنجليزية)
- كيرون أشارا على موقع الدوري الإسباني لكرة السلة (الإسبانية)
- كيرون أشارا على موقع كرة السلة الأوروبية.كوم (الإنجليزية)
- كيرون أشارا على موقع كلية كرة السلة في سبورتس رفرنس.كوم (الإنجليزية)
- كيرون أشارا على موقع ريلجم (الإنجليزية)
- كيرون أشارا على موقع بروبوليرز (الإنجليزية)
- كيرون أشارا على موقع سبورتس رفرنس (الإنجليزية)
- كيرون أشارا على موقع أوليمبيديا (الإنجليزية)
- كيرون أشارا على موقع اللجنة الأولمبية البريطانية (الإنجليزية)